# التحسينات الأربعة
التحسينات الأربعة (بالصينية المبسطة: 四个现代化، وبالصينية التقليدية: 四個現代化) هي أهداف أعلنها رسميًا أول رئيس وزراء للصين، تشوان لاي، لتعزيز أربعة مجالات رئيسة في البلاد، وهي: الزراعة، والصناعة، والدفاع، والعلوم والتقانة. اعتُمِدت التحسينات الأربعة كوسيلةً لإنعاش الاقتصاد الصيني في عام 1977، بعد وفاة ماو تسي تونغ، وأصبحت لاحقًا من السمات البارزة لفترة حكم دينج شياو بينج بوصفه القائد الأعلى للصين. في مستهل سياسة "الإصلاح والانفتاح"، طرح دينج عام 1979 فكرة "شياوكانغ" والتي تعني "مجتمع مزدهر باعتدال".

## التاريخ
تشير التحسينات الأربعة إلى تحديث مجالات الزراعة، والصناعة، والعلوم والتقانة، والدفاع الوطني. بسبب اعتبار هذه المجالات ضرورية رئيسية لتنمية الاقتصاد الصيني.
طُرحت فكرة التحسينات الأربعة في وقت مبكر من يناير عام 1963، خلال مؤتمر العمل العلمي والتقني الذي عُقد في مدينة شنغهاي، حيث دعا تشوان لاي المتخصصين في العلوم إلى تحقيق "التحسينات الأربعة". إلا أن الثورة الثقافية أعاقت تنفيذ هذه التحسينات وأخّرتها لسنوات. في عام 1975، وفي واحدة من آخر نشاطاتها العلنية، جدّد تشوان لاي الدعوة إلى تحقيق التحسينات الأربعة خلال الدورة الرابعة لمؤتمر الشعب الوطني.
بعد وفاة تشوان لاي، ثم ماو تسي تونغ بفترة وجيزة، تولّى هوا جيو فينج قيادة الحزب الشيوعي الصيني عام 1976. وقد أمر هوا باعتقال قادة الثورة الثقافية، الذين عُرفوا باسم "عصابة الأربعة"، وكان اعتقالهم إيذانًا بانتهاء الثورة الثقافية. ومهّد هذا الحدث الطريق أمام تنفيذ التحسينات الأربعة. بحلول عام 1977، كانت جميع الهيئات في مختلف القطاعات وعلى جميع المستويات المجتمعية قد وجّهت جهودها نحو تطبيق التحسينات الأربعة. كان من المبادئ الأساسية لهذه المرحلة رفض المفهوم السائد سابقًا المعروف بـ"وعاء الأرز الحديدي"، الذي كان يرمز إلى ضمان الوظيفة والدخل مدى الحياة دون اعتبار للكفاءة أو الإنتاجية.

## الجدل
في الخامس من ديسمبر عام 1978، قام عضو الحرس الأحمر السابق، وي جينغشنغ، بطرح "الديمقراطية" بوصفها التحسينة الخامسة، وذلك عبر تعليق منشور على "جدار الديمقراطية" في بكين. بعد بضعة أشهر، اعتُقل وحُكم عليه بالسجن لمدة خمس عشرة سنة، وأُفرج عنه في عام 1993.